# 三金
三金（さんきん）は、大韓民国の政治の上で重要な役割を担った3人の金姓の人物、金泳三（YS）・金大中（DJ）・金鍾泌（JP）を指す。彼らはそれぞれ政治的な背景は異なるが、朴正煕時代から第五共和国・第六共和国初期の時期にかけての有力政治家であり、大統領候補（そして大統領）として知られていた。
特に民主化の時代に重要な役割を果たした金泳三（YS）と金大中（DJ）は併せて両金（朝鮮語: 양김）と呼ばれることもある。

## 登場
3人が政治の表舞台に登場した時期はそれぞれ異なっている。まず金泳三は1954年の第三代総選挙にて最年少で国会議員に当選。そして金大中は1963年の第六代総選挙（1961年の補欠選挙で当選したが、直後に5・16軍事クーデターが発生したため当選は無効になった）で政界入りした。金鍾泌は朴正煕と共に1961年5月に5・16軍事クーデターを引き起こしたことで政治の表舞台に躍り出た。
金泳三と金大中は1967年の新民党院内総務選挙と1970年9月の党大統領候補者選挙で「40代旗手論」を掲げて対決し、野党における有力政治家としての頭角を現し、互いに協力と競争の関係を築き上げてきた。この間金鍾泌も朴大統領の下で与党民主共和党（共和党）の議長や国務総理など要職を歴任した。

## 三金の台頭
1979年10月26日に朴正熙大統領が暗殺（10・26事件）された後、一時的に政治的自由が緩和された「ソウルの春」が訪れると金泳三は新民党総裁として、金大中は在野民主化運動指導者として、金鍾泌は共和党総裁としてそれぞれの立場で政治活動を本格化させ「3金」は次期大統領の座を目指して争いを繰り広げた。しかし全斗煥・盧泰愚を中心とする新軍部勢力のクーデターによってその道は閉ざされ、金鍾泌（当時、共和党総裁）は権力型不正蓄財の容疑で財産を差し押さえられた上に政治活動も禁じられた。そして金大中は争乱を引き起こし内乱を企てたとされ死刑宣告を受け（後に無期刑に減刑、82年にアメリカに出国）、残る金泳三も自宅軟禁された上に政治活動引退を強要された。

## 民主化以降の三金

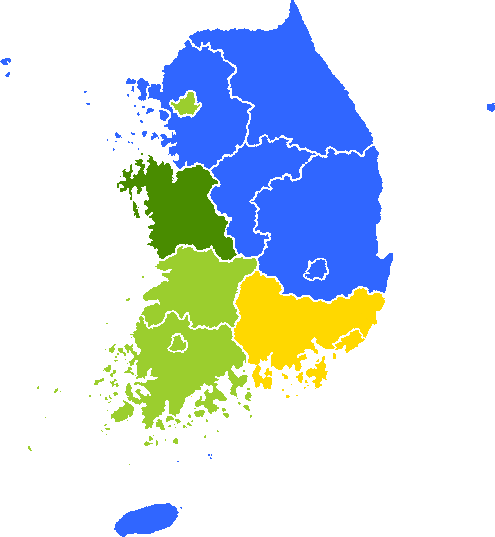
1987年大統領選挙で各候補が得票数首位の地域
金大中
金泳三
金鍾泌
盧泰愚

1987年6月に盧泰愚民正党代表によって発表された「民主化宣言」によって16年ぶりに大統領の直接選挙制が復活し、同年12月に大統領選挙が行われた。これまで連携して民主化運動を進めてきた金泳三と金大中は、共に大統領選挙への出馬を譲らず、それぞれの出身地（金泳三：釜山・慶尚南道、金大中：全羅道）を基盤にして大統領選挙に出馬した。そして金鍾泌（新民主共和党）も出身地の忠清南道を基盤に大統領選挙に出馬し、大邱・慶尚北道で支持を受ける盧泰愚を含めた4人の有力候補は一盧三金と呼ばれた。各陣営は、それぞれの出身地域における地域感情に依拠した選挙戦を展開した。野党勢力が金泳三（統一民主党）と金大中（平和民主党）で分裂したことにより、与党民主正義党の盧泰愚候補が勝利する結果となった。
翌年4月に行われた第13代総選挙で3金が主導する政党（統一民主党・平和民主党・新民主共和党）が、それぞれの地盤地域（釜山・慶尚南道、全羅道、忠清南道）にて圧倒的な支持を集めたことで、地域割拠的な政党体制が成立することになった。そして資金や党人事・選挙における公薦公認の権限を独占することで、3金は党内で圧倒的な影響力を有するようになり、韓国の主要政党は3金の「個人政党」的な色彩を強く帯びるようになった。